# کناربندک
کُنار بندک، روستایی است از توابع بخش شنبه و طسوج شهرستان دشتیواقع در  استان بوشهر ایران.

## جمعیت
این روستا در دهستان طسوج قرار دارد و بر اساس سرشماری سال ۱۳۸۵ آمار رسمی جمعیت آن (۲۰ خانوار) ۸۷ نفر می‌باشد.